# Dômes de Miage
Die Dômes de Miage bilden eine Kette von bis zu 3673 m hohen Berggipfeln an der Grenze des französischen zum italienischen Teil des Mont-Blanc-Massiv in den Savoyer Alpen.

## Geografie
Die Dômes de Miage bestehen im Wesentlichen aus einem ca. 2 km langen, zu beiden Seiten steil abfallenden Eis- und Felsgrat in südwest-nordöstlicher Ausrichtung. Alle Nebengipfel bis auf einen sowie der Hauptgipfel liegen auf französischem Staatsgebiet, die Grenze zu Italien erreicht nur am nördlichsten Vorgipfel den Gratrücken südlich des Col de Miage, lediglich die Nordostflanke des Berges liegt vollständig in Italien. Der Grat bildet fünf Gipfel aus, die ungefähr in der Mitte durch den 3564 m hohen Col des Dômes getrennt sind, wobei drei Gipfel südlich und zwei nördlich davon liegen. Da fast der gesamte Grat vergletschert ist und drei Gipfel in einem Höhenbereich von 3670 bis 3673 m liegen, schwanken in der Literatur sowohl die Höhenangaben als auch die genaue Nennung der höchsten Erhebung des Grates. Allgemein wird der zweitnördlichste als höchster Punkt des Grates angesehen.

## Besteigung
Der Normalweg führt von Le Cugnon aus, einem Ortsteil von Les Contamines-Montjoie auf 1180 m, zunächst über bewaldete Hänge bis zum Hotel de Tré la Tête auf 1970 m. Dort kann übernachtet werden oder weiter über den Glacier de Tré la Tête und eine ca. 100 m hohe, sehr steile Leiterpassage weiter zum Refuge des Conscrits auf 2602 m aufgestiegen werden. Von dort aus kann erneut der Weg über den Glacier de Tré la Tête bis zum Col des Dômes und dann auf die Gipfel gewählt werden. Alternativ ist ein zunächst steiler und gegen Ende auch anspruchsvoller Aufstieg auf den Felsgipfel der Aiguille de la Bérangère (3425 m) möglich, die den südlichen Abschluss des Miage-Grates bildet. Von dort gelangt man über den Col de la Bérangère (3348 m) auf das steile, südliche Eisfeld der Dômes de Miage, die in Kombination mit der obigen Gletschertour überschritten werden können. Alternativ kann die Überschreitung der Miages auch über die zwei nördlichen Gipfel zum Refuge Durier auf 3389 m verlängert werden, die sich im Sattel zwischen den Miages und der Aiguille de Bionnassay befindet.

## Kartenmaterial
- Institut Géographique National (IGN): Topografische Karte 1:25.000, Blatt 3630 OT, Chamonix Mont-Blanc. 2010.